# Clionidae
Los cliónidos (Clionidae), conocidos vulgarmente como ángeles de mar, son una familia de moluscos gasterópodos pterópodos marinos pelágicos, gelatinosos y transparentes. Solo tienen concha en su etapa embrionaria. Son diminutos, la especie mayor (Clione limacina) apenas alcanza cinco centímetros. Los cliónidos usan sus miembros parecidas a alas para la locomoción rítmica, como si volaran por el mar. Estas "alas" van sujetas a la parte interior del cuerpo. Mientras la parte posterior es gelatinosa y completamente transparente, en la parte interior tiene un saco visceral naranja.

## Anatomía externa
Los Clionidae utilizan aletas en forma de alas para una locomoción rítmica, como si volaran en el mar. Estas "alas" están unidas a la parte anterior del cuerpo. La parte posterior es gelatinosa y casi transparente.
El saco visceral anaranjado está confinado en la parte anterior.

## Comportamiento
El ángel de mar es un animal solitario y nocturno que se alimenta principalmente de materia orgánica en el fondo del océano. A menudo se lo encuentra en áreas de corrientes fuertes, donde puede capturar alimentos a medida que fluyen. La reproducción del ángel de mar es un proceso complicado que involucra la liberación de huevos y esperma en el agua. Después de la fertilización, los huevos se convierten en larvas, que eventualmente se asientan en el fondo del océano y crecen en adultos. Aunque el ángel de mar es un animal solitario, ocasionalmente interactúa con otros animales marinos, como tiburones y ballenas.

## Taxonomía
Clionidae d'Orbigny, 1851 es desafortunadamente también el nombre de una familia de esponjas del orden Hadromerida, clase Demospongiae. Dentro de la ICZN se ha propuesto una emendación del nombre de Clionaidae para la familia de esponjas. La ICZN ha dictaminado que el nombre correcto de la familia de gasterópodos es Clionidae Gray, 1847, con el género tipo Clione Pallas, 1774.
Estas dos subfamilias han sido reconocidas en la taxonomía de Bouchet & Rocroi (2005):
- subfamilia Clioninae Rafinesque, 1815 - sinónimos: Fowlerininae Pruvot-Fol, 1926
- subfamilia Thliptodontinae, Kwietniewski, 1902 - sinónimos: Pteroceanidae Meisenheimer, 1902; Cephalobranchiinae Pruvot-Fol, 1926

## Género
Los géneros dentro de la familia Clionidae incluyen:
subfamilia Clioninae
- Clione Pallas, 1774 - género tipo
- Fowlerina Pelseneer, 1906

subfamilia Thliptodontinae
- Cephalobrachia Bonnevie, 1912[4]
- Thliptodon Boas, 1886[5]

subfamilia ?
- Paedoclione Danforth, 1907[6] - con la única especie Paedoclione doliiformis Danforth, 1907[7]
- Paraclione Tesch, 1903[8]
- Thalassopterus Kwietniewski, 1910 - con la única especie Thalassopterus zancleus Kwietniewski, 1910[9]

## En la cultura popular
- Marin Angemon[10] de la franquicia japonesa Digimon está inspirado en los ángeles de mar, siendo una posible evolución de otros Digimon como Zudomon[11] o Whamon.[12]
- Ukkomon[13] y Big Ukkomon[14] otros dos Digimon más, también están basados en los cliónidos, quienes son dos de los protagonistas de la película Digimon Adventure 02: The Beginning.
- El Pokémon número 490 Manaphy[15] y su cría, el Pokémon número 489 Phione[16] son dos Pokémon que están inspirados también en los cliónidos, siendo además Pokémon Singulares.
- cli-one,z-onel y cruel angel clionel son poderosos jefes del videojuego the battle cats,que cada uno aparece en diferentes niveles del juego,cli-one haciendo aparición en la luna del primer capítulo de hacia el futuro,cruel angel clionel apareciendo en el nivel ascendente clionel (sin plan A), y z-onel en el nivel clionel zombie ataca(último difunto), siendo que jugadores expertos pudieron vencer